# Kluang
Kluang est une ville de l'État de Johor en Malaisie. En 1915, le chemin de fer est construit pour relier la ville avec les autres grandes villes.

## Histoire
Le nom de Kluang est dérivé du mot malais "keluang" qui signifie chauve-souris.